# Саудівське космічне агентство
Саудівське космічне агентство (Saudi Space Agency, SSA; араб. وكالة الفضاء السعودية) — державна установа в Саудівській Аравії, яка опікується космічними польотами й дослідженнями космосу.

## Історія
Саудівське космічне агентство було засноване королівським указом від 27 грудня 2018 як Саудівська космічна комісія (Saudi Space Commission, SSC) і підвищене до статусу агентства 14 червня 2023.
3 травня 2021 року агентство очолив Абдулла Альсваха, міністр зв'язку та інформаційних технологій Саудівської Аравії.
17 липня 2024 року повідомили, що Саудівське космічне агентство підписало космічну угоду з НАСА про співпрацю в цивільних дослідженнях космосу.

## Космічні польоти
До заснування Саудівського космічного агентства єдиним астронавтом Саудівської Аравії був принц Султан ібн Салман Аль Сауд, який літав на борту космічного шаттла «Діскавері» в 1985 році як фахівець з корисного навантаження на STS 51-G.
У 2022 році Саудівське космічне агентство в партнерстві з американською приватною космічною компанією Axiom Space відправило двох саудівських астронавтів, серед них першу саудівську астронавтку. Вони полетіли на Міжнародну космічну станцію на борту SpaceX Crew Dragon у межах Axiom Mission 2.

## Список астронавтів
| Ім'я           | Відбір | Час у космосі            | Місії                    |
| -------------- | ------ | ------------------------ | ------------------------ |
| Алі Аль Карні  | 2023   | 9 днів 5 годин 27 хвилин | Axiom Mission 2          |
| Райяна Барнаві | 2023   | 9 днів 5 годин 27 хвилин | Axiom Mission 2          |
| Алі Альгамді   | 2023   | -                        | Axiom Mission 2 (дублер) |
| Маріам Фардус  | 2023   | -                        | Axiom Mission 2 (дублер) |